# Helmsley Building

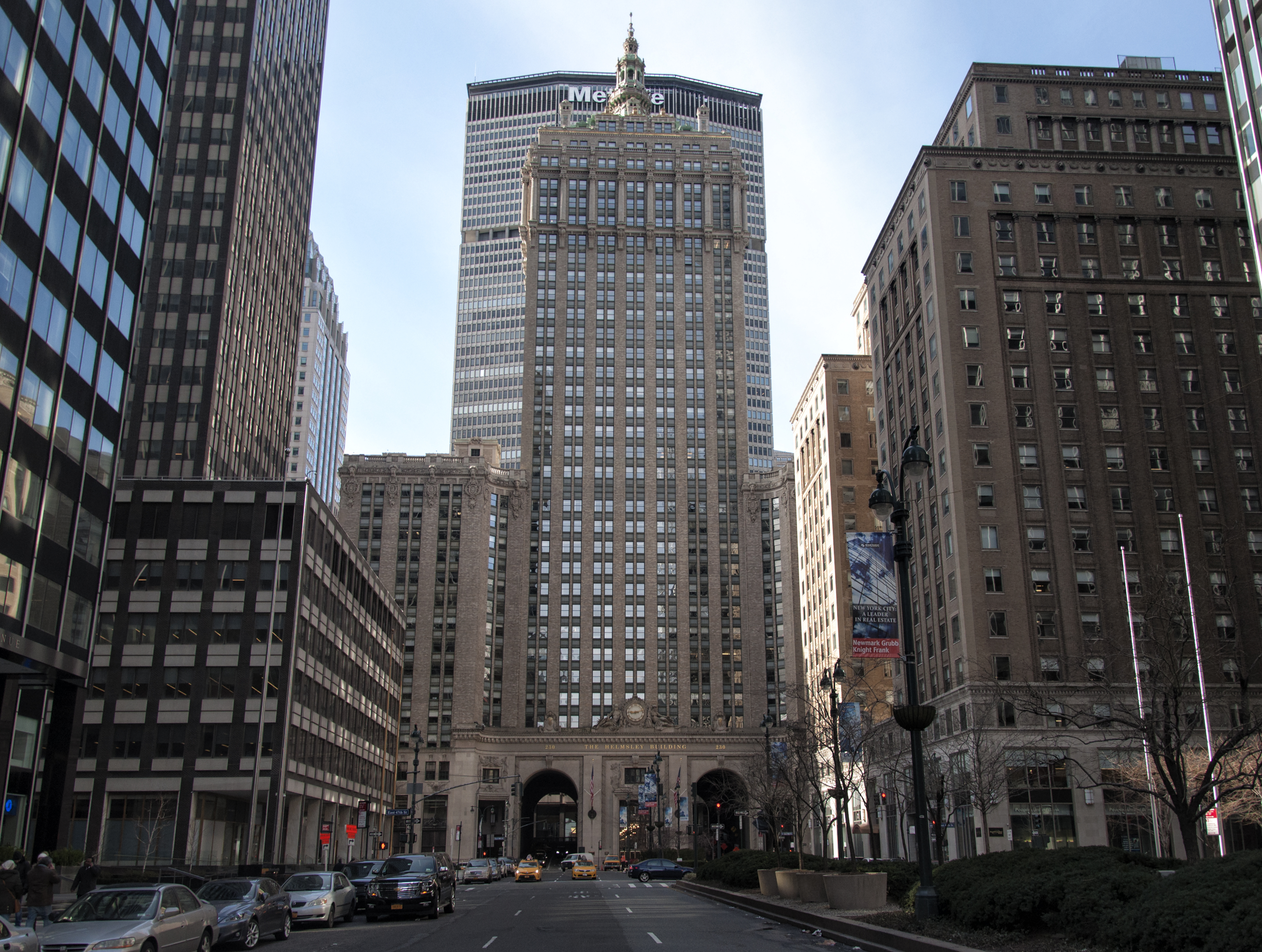
De noordzijde van de Helmsley Building vanaf Park Avenue met onderaan de viaducten

Helmsley Building, ook wel New York Central Building genoemd, is een wolkenkrabber in Manhattan, New York.
Helmsley Building telt 35 verdiepingen en bevindt zich aan 230 Park Avenue, tussen East 45th Street en East 46th Street. Het werd in 1929 gebouwd als de New York Central Building en is een ontwerp van Warren & Wetmore, bekend als de architecten van de Grand Central Terminal, in de beaux-artsstijl. Vóór de bouw van Pan Am Building, hedendaags MetLife Building, torende dit gebouw boven de twee meest prestigieuze lanen uit als de hoogste structuur rond Grand Central.
Het verkeer vindt zijn weg rijdend via Park Avenue Viaduct door het gebouw via een tweetal viaducten in de sokkel.

## New York Central Building
Vóór de elektrificatie van de New York Central Railroad in 1912-13 was de omgeving ten noorden van de Grand Central Terminal bezet door spoorlijnen en werven in open lucht voor stoomtreinen. Door de komst van de elektrisch spoorverkeer en het afdekken van de werven gaf het vrijgekomen gebied de mogelijkheid om Park Avenue uit te breiden naar het noorden toe.
Op de 8e verdieping van het gebouw werd op 10 september 1931 capo di tutti capi Salvatore Maranzano vermoord door misdadigers, ingehuurd door Lucky Luciano.
Sinds 2007 is Goldman Sachs eigenaar van het gebouw. 

## Afbeeldingen

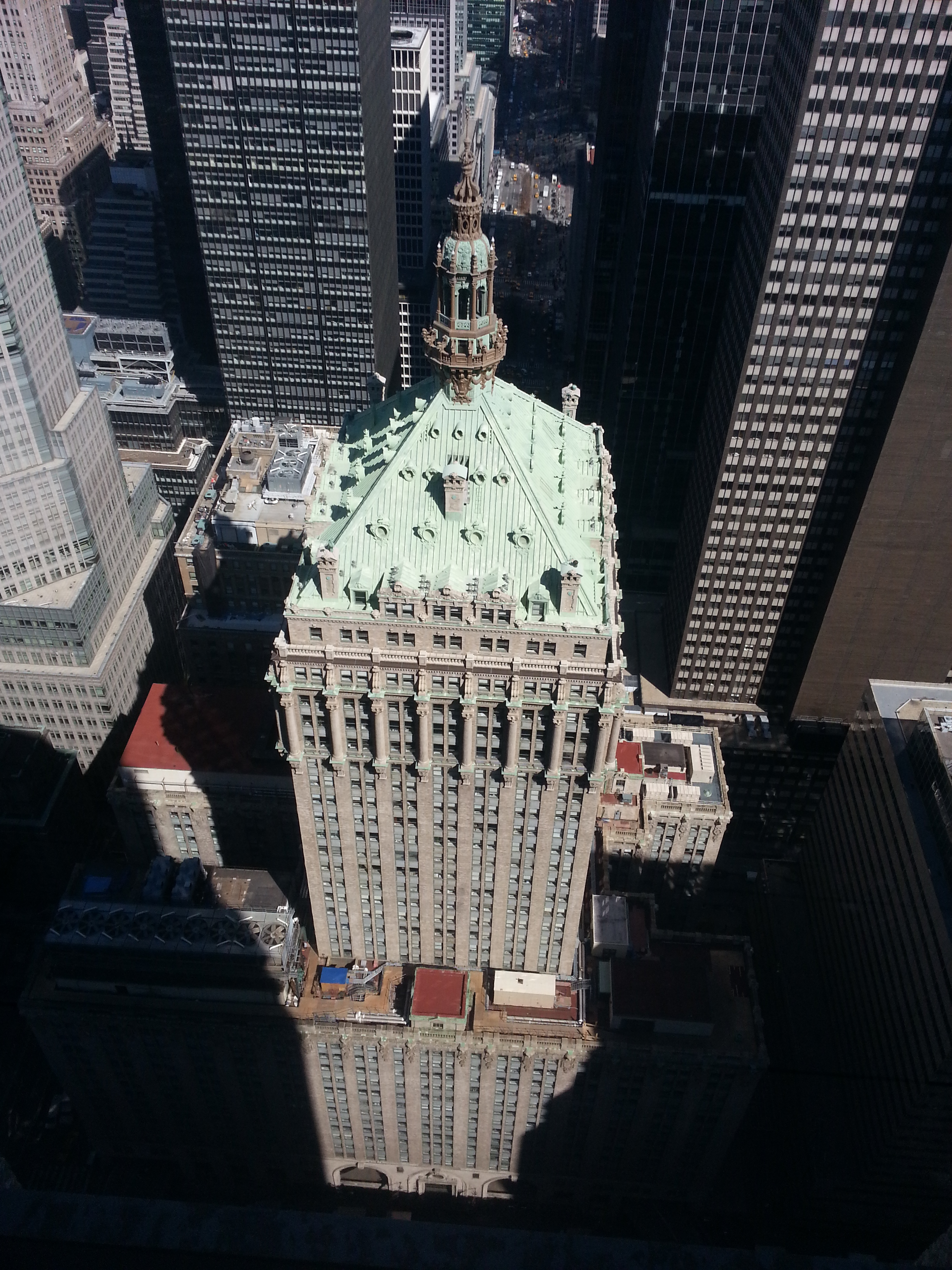
Van bovenaf
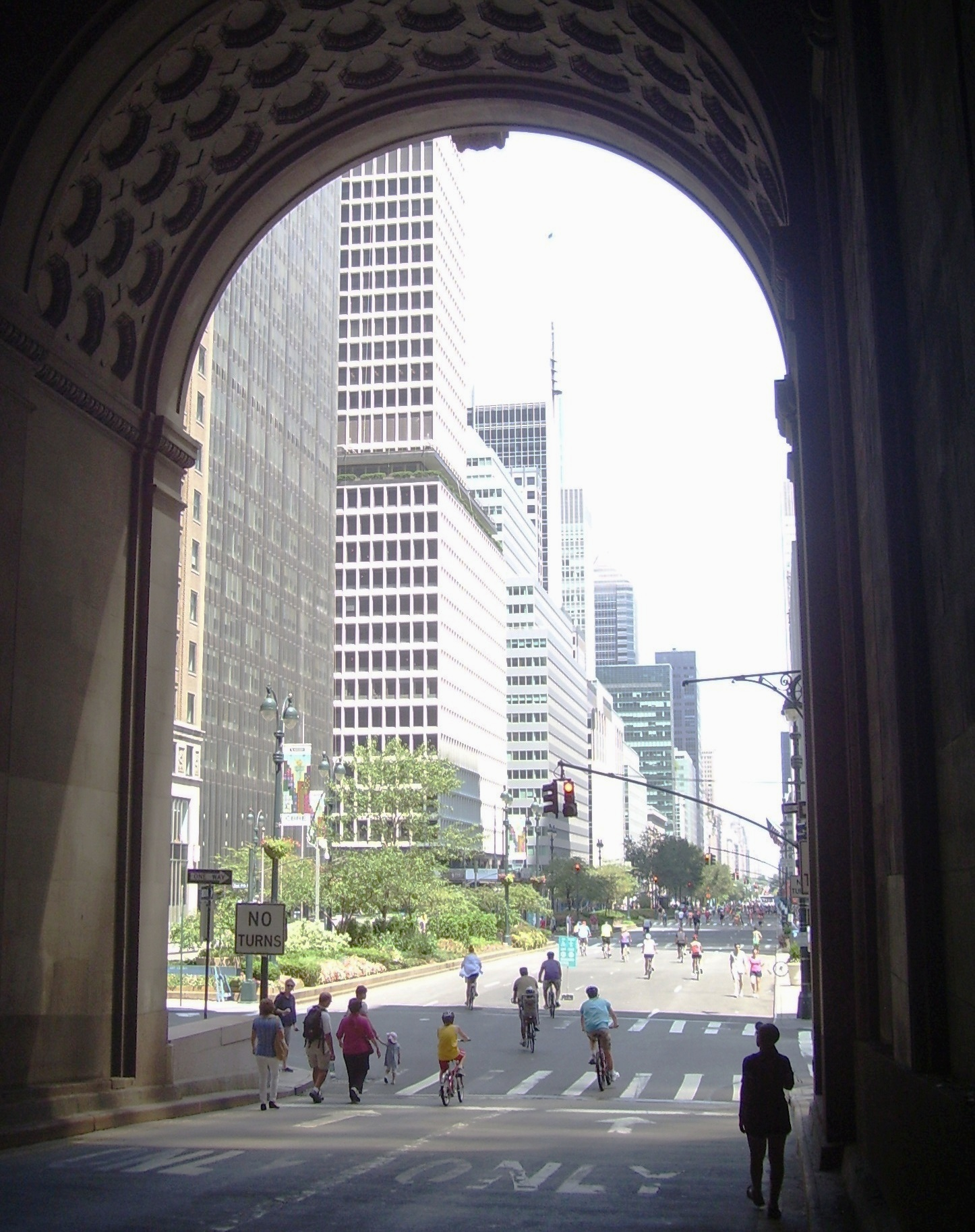
Zicht op een viaduct